# بول رابون
بول واتلينج رابون ولد يوم 2 مارس 1918 في انجلترا و توفي يوم 24 جويليا 1944 كان طيارًا مقاتلًا نيوزيلنديًا وقائد طيران طار في سلاح الجو الملكي (ار اي اف) خلال الحرب العالمية الثانية . ولد في سالزبوري ، إنجلترا، وتلقى تعليمه في نيوزيلندا. انضم إلى سلاح الجو الملكي البريطاني سنة 1938 وتم إرساله إلى السرب رقم 88 ، الذي تم إرساله إلى فرنسا في سبتمبر 1939 بعد اندلاع الحرب العالمية الثانية. لقد طار في معركة فيري خلال معركة فرنسا ، وتم إسقاطه مرتين.